# Mark Maigida Nzukwein
Mark Maigida Nzukwein (ur. 15 lipca 1969 w Jenuwa Nyifiye) – nigeryjski duchowny katolicki, biskup Wukari od 2023.

## Życiorys

### Prezbiterat
Święcenia kapłańskie przyjął 15 lipca 1995 i został inkardynowany do diecezji Jalingo. Był m.in. diecezjalnym duszpasterzem młodzieży, sekretarzem biskupim, rektorem niższego seminarium w Jalingo, wikariuszem generalnym diecezji oraz rektorem seminarium w Dżos.

### Episkopat
14 grudnia 2022 papież Franciszek mianował go biskupem nowo powstałej diecezji Wukari. Sakry udzielił mu 13 kwietnia 2023 nuncjusz apostolski w Nigerii – arcybiskup Antonio Filipazzi.